# Казански кремъл
Вижте пояснителната страница за други значения на Кремъл.
Казанският кремъл (на руски: Казанский кремль; на татарски: Казан кирмәне) е историческа крепост в Казан, столицата на Република Татарстан, Русия.
Построен е върху разрушената бивша резиденция на хана на Казан след обсадата на Казан и завземането на града от войските на Иван Грозни през 1552 г. Казанският кремъл обединява елементи на православната и мюсюлманската архитектура. През 2000 г. е включен в Списъка на световното културно и природно наследство на ЮНЕСКО.
Казанският Кремъл се намира на река Казанка, представляваща приток на Волга. Служи за седалище на президента на Татарстан, което се намира в резиденцията, построена от Константин Тон през 18 век. Построената през 2005 г. джамия кул Шариф се счита за втората по големина джамия в Европа. Много от съществуващите паметници на архитектурата са разрушени през тридесетте години на 20 век по време на антирелигиозната кампания на съветската власт.

## Забележителности
- Катедралата благовещение Богородично
- Кулата Сююмбике
- Erlöser-Tor
- Кул Шариф джамия
- Бившият дворец
- Ehemaliges Verklärungs-Kloster
- Verklärungs-Kloster, исторически изглед